# Scinax dolloi
Espèce
Synonymes
- Hyla dolloi Werner, 1903

Scinax dolloi est une espèce d'amphibiens de la famille des Hylidae.

## Répartition
Cette espèce n'est décrite que sur la base de deux spécimens provenant de Maringá dans l'État du Paraná au Brésil, aucune population dans un milieu naturel n'est connue.

## Étymologie
Cette espèce est nommée en l'honneur de Louis Dollo.

## Publication originale
- Werner, 1903 : Neue Reptilien und Batrachier aus dem naturhistorischen Museum in Brüssel. Zoologischer Anzeiger, vol. 26, p. 246-253 (texte intégral).